# Tesselação
Tesselação (do inglês tesselation, pelo latim tessellare) é o recobrimento de uma superfície bidimensional (um plano), tendo, como unidades básicas, polígonos congruentes ou não, sem que existam espaços entre eles e de modo que a superfície total seja igual ao espaço particionado.

## Tipos
Existem diversos tipos de  tesselação. A seguir, alguns exemplos: 

### Regulares
Só existem três padrões regulares de tesselação: as que usam triângulos, quadrados e hexágonos que, por vezes, são chamadas de "platônicas".

Triângulos
Quadrados
Hexágonos
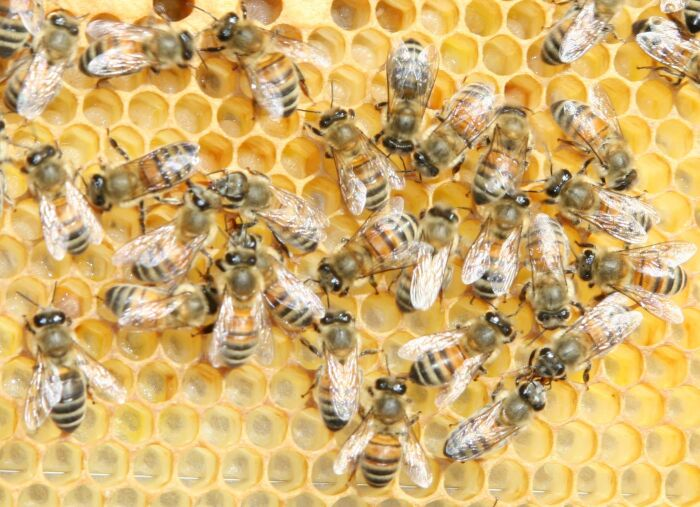
Comparando: os favos das abelhas em formato hexágono

### Semirregulares
Obs: Só existem oito possibilidades.

3-3-3-4-4
3-3-4-3-4
3-6-3-6
3-3-3-3-6
3-4-6-4
3-12-12
4-8-8
4-6-12

### Demirregulares

Pentágonos
Triângulos
Triângulos

### Homogéneas e não homogéneas

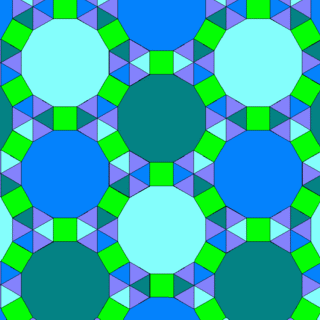
Não homogénea

### 3D

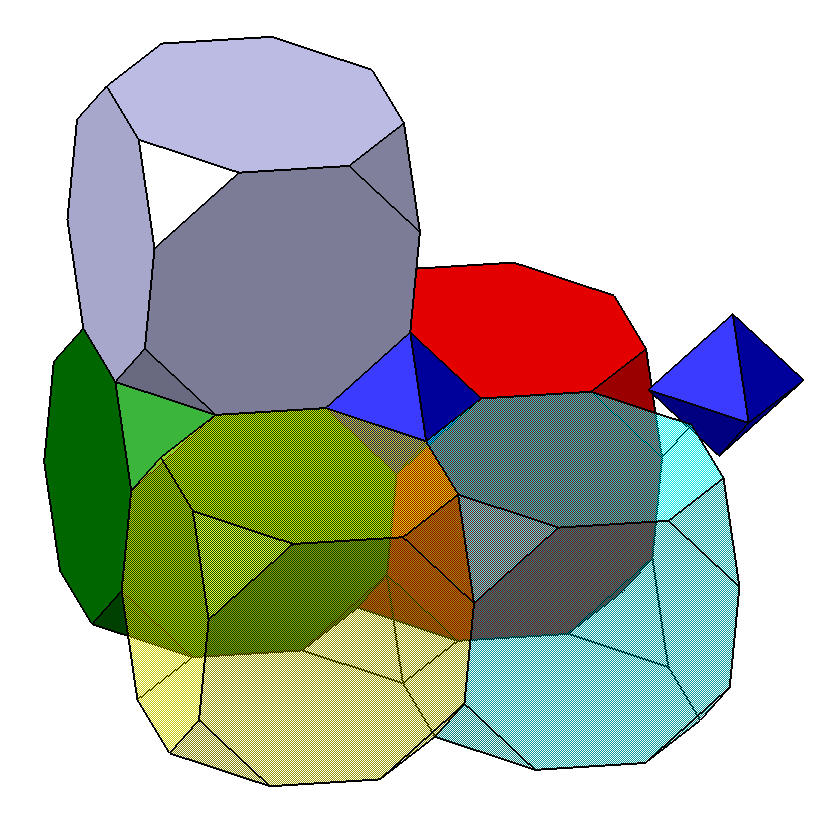
Cubos truncados e octaedros